# Veliko Polje (żupania virowiticko-podrawska)
Veliko Polje – wieś w Chorwacji, w żupanii virowiticko-podrawskiej, w gminie Lukač. W 2011 roku liczyła 341 mieszkańców.